# Fafà Picault
Fabrice-Jean Picault (* 23. února 1991), známý také jako Fafà Picault, je americko-haitský fotbalový útočník či ofenzivní záložník a reprezentant USA, aktuálně hráč klubu Philadelphia Union.
Rychlostně velmi dobře vybavený hráč s přezdívkou „gazela“.

## Klubová kariéra
V Itálii působil v mládežnickém týmu klubu Cagliari Calcio.
V USA hrál za kluby Tampa Bay Rowdies a Fort Lauderdale Strikers.
V lednu 2015 přestoupil z týmu Fort Lauderdale Strikers hrajícího druhou nejvyšší americkou soutěž North American Soccer League do Evropy, zamířil jako volný hráč do českého týmu AC Sparta Praha. Doporučil ho mj. slovenský brankář se zkušenostmi z 1. české ligy Kamil Čontofalský, který byl ve Fort Lauderdale Strikers jeho spoluhráčem. V červnu 2015 ve Spartě skončil, neodehrál ani jeden ligový zápas, pouze 6 minut v utkání českého poháru proti FK Jablonec. Jinak nastupoval za juniorský tým Sparty.
1. září 2015 se stal hráčem německého druholigového týmu FC St. Pauli, podepsal smlouvu na rok s opcí.

## Reprezentační kariéra

### Haiti
V září 2014 byl nominován do A-mužstva Haiti, ale do přátelského zápasu s Chile nakonec nezasáhl.

### USA
Odehrál několik utkání za americkou reprezentaci do 20 let.
22. května 2016 debutoval v A-mužstvu USA pod trenérem Jürgenem Klinsmannem v utkání proti reprezentaci Portorika (výhra 3:1, nastoupil na posledních 20 minut).